# Аппога, Эрнест Фрицевич
Эрне́ст Фри́цевич (Фра́нцевич, Фри́дцевич) Аппо́га (1898 — 28 ноября 1937, Москва) — советский военный деятель, комкор (1935). Начальник 3-го отдела Генштаба и начальник Военных Сообщений РККА, член Военного Совета при наркоме обороны СССР. Расстрелян в ходе «Сталинской чистки» (1937). Посмертно реабилитирован.

## Биография
Родился в 1898 году в городе Либава (Курляндская губерния Российской империи). Латыш, рабочий, член ВКП(б) с 1917, образование начальное (впоследствии специальное высшее).
До 1917 года — токарь, шлифовальщик на заводах в Либаве, Петрограде, Лысьве. Участник Февральской и Октябрьской революций, член Красной Гвардии, избирался в Совет рабочих депутатов. Во время Гражданской войны участвовал в боях против войск Колчака и Деникина. Занимал посты военкома Чердынского края, комиссара штаба Уральского военного округа, военкома 38-й стрелковой дивизии, начальника отдела штаба 9-й Кубанской армии. С июня по июль 1920 года — начальник штаба 10-й армии.
После окончания Гражданской войны — помощник начальника штаба Северо-Кавказского военного округа, начальник штаба 37-й Новочеркасской стрелковой дивизии. С марта 1923 года — помощник командира 9-й Донской стрелковой дивизии. В 1924 году окончил Высшие академические курсы при Военной академии РККА.
С мая 1924 года — начальник отдела вневойсковой подготовки Управления боевой подготовки РККА. С ноября 1924 года — помощник инспектора по вневойсковой подготовке трудящихся. С марта 1925 года — начальник Управления Московского военного округа.
В 1925—1927 годах — слушатель основного факультета Военной академии имени М. В. Фрунзе. До апреля 1928 года состоял в распоряжении Главного управления РККА. С апреля 1928 года по июль 1930 года — секретарь распорядительных заседаний Совета Труда и Обороны СССР.
В 1930—1937 годах — начальник 3-го управления (отдела) Штаба (Генерального штаба) РККА — начальник военных сообщений РККА. С марта 1933 года по совместительству исполнял обязанности начальника кафедры военных сообщений Военно-транспортной академии РККА. Член Военного совета при Наркоме обороны СССР.
Проживал в Москве по адресу: Потаповский переулок, дом 9-11/7, квартира 87.
Арестован 22 мая (или 23 мая) 1937 года по обвинению в участии в антисоветском военно-фашистском заговоре и вредительстве. Военной коллегией Верховного Суда СССР 28 ноября (или 26 ноября) 1937 года приговорён к расстрелу и в тот же день расстрелян. Реабилитирован Определением Военной коллегии от 18 апреля 1956 года.
Жена — Клавдия Петровна Аппога (1898 г.р.) в декабре 1937 года была осуждена как член семьи изменника Родины к восьми годам лагерей.

## Воинские звания
- Комкор — 20.11.1935[4]

## Награды
- Орден Красного Знамени (20.02.1928[5])
- Орден Красной Звезды (1936)[2]